# سباق الجائزة الكبرى للدراجات النارية موسم 2008
سباق الجائزة الكبرى للدراجات النارية موسم 2008 كان النسخة الـ 60 من بطولة العالم التي نظمها الاتحاد الدولي للدراجات النارية. تكون الموسم من 18 سباقا بدأ بجائزة قطر الكبرى للدراجات النارية 2008 في 9 مارس وانتهى بجائزة بلنسية الكبرى للدراجات النارية 2008 في 26 أكتوبر.

## النتائج
| الجولة | التاريخ   | الجائزة الكبرى                                 | الحلبة                           | الفائز بفئة 125 سي سي  | الفائز بفئة 250 سي سي  | الفائز بفئة الموتو جي بي | التقرير |
| ------ | --------- | ---------------------------------------------- | -------------------------------- | ---------------------- | ---------------------- | ------------------------ | ------- |
| 1      | 9 مارس    | جائزة قطر الكبرى للدراجات النارية ‡            | حلبة لوسيل الدولية               | سيرجيو غاديا           | ماتيا باسيني           | كيسي ستونر               | التقرير |
| 2      | 30 مارس   | جائزة إسبانيا الكبرى للدراجات النارية          | حلبة خيريز                       | سيموني كورسي           | ميكا كاليو             | داني بيدروسا             | التقرير |
| 3      | 13 أبريل  | جائزة البرتغال الكبرى للدراجات النارية         | حلبة إستوريل                     | سيموني كورسي           | ألفارو باوتيستا        | خورخي لورنزو             | التقرير |
| 4      | 4 مايو    | جائزة الصين الكبرى للدراجات النارية            | حلبة شانغهاي الدولية             | أندريا يانوني          | ميكا كاليو             | فالنتينو روسي            | التقرير |
| 5      | 18 مايو   | جائزة فرنسا الكبرى للدراجات النارية            | حلبة دي لا سارث                  | مايك دي ميغليو         | أليكس ديبون            | فالنتينو روسي            | التقرير |
| 6      | 1 يونيو   | جائزة إيطاليا الكبرى للدراجات النارية          | حلبة موجيلو                      | سيموني كورسي           | ماركو سيمونسيلي        | فالنتينو روسي            | التقرير |
| 7      | 8 يونيو   | جائزة كتالونيا الكبرى للدراجات النارية         | حلبة دي كاتلونيا                 | مايك دي ميغليو         | ماركو سيمونسيلي        | داني بيدروسا             | التقرير |
| 8      | 22 يونيو  | جائزة بريطانيا الكبرى للدراجات النارية         | دونينجتون بارك                   | سكوت ريدينغ            | ميكا كاليو             | كيسي ستونر               | التقرير |
| 9      | 28 يونيو  | كأس هولندا السياحية                            | حلبة أسن تي تي                   | غابور تالماتشي         | ألفارو باوتيستا        | كيسي ستونر               | التقرير |
| 10     | 13 يوليو  | جائزة ألمانيا الكبرى للدراجات النارية          | ساتشسينرينج                      | مايك دي ميغليو         | ماركو سيمونسيلي        | كيسي ستونر               | التقرير |
| 11     | 20 يوليو  | جائزة الولايات المتحدة الكبرى للدراجات النارية | حلبة لاغونا سيكا                 | لم يقم سباق لهذه الفئة | لم يقم سباق لهذه الفئة | فالنتينو روسي            | التقرير |
| 12     | 17 أغسطس  | جائزة التشيك الكبرى للدراجات النارية           | حلبة برنو                        | ستيفان برادل           | أليكس ديبون            | فالنتينو روسي            | التقرير |
| 13     | 31 أغسطس  | جائزة سان مارينو الكبرى للدراجات النارية       | حلبة ميزانو الدولية              | غابور تالماتشي         | ألفارو باوتيستا        | فالنتينو روسي            | التقرير |
| 14     | 14 سبتمبر | جائزة إنديانابوليس الكبرى للدراجات النارية     |                                  | نيكولاس تيرول          | ألغي السباق            | فالنتينو روسي            |         |
| 15     | 28 سبتمبر | جائزة اليابان الكبرى للدراجات النارية          | حلبة موتيجي                      | ستيفان برادل           | ماركو سيمونسيلي        | فالنتينو روسي            | التقرير |
| 16     | 5 أكتوبر  | جائزة أستراليا الكبرى للدراجات النارية         | حلبة الجائزة الكبرى بجزيرة فيليب | مايك دي ميغليو         | ماركو سيمونسيلي        | كيسي ستونر               | التقرير |
| 17     | 19 أكتوبر | جائزة ماليزيا الكبرى للدراجات النارية          | حلبة سيبانغ الدولية              | غابور تالماتشي         | ألفارو باوتيستا        | فالنتينو روسي            | التقرير |
| 18     | 26 أكتوبر | جائزة بلنسية الكبرى للدراجات النارية           | حلبة ريكاردو تورمو               | سيموني كورسي           | ماركو سيمونسيلي        | كيسي ستونر               | التقرير |